# AEW Bash at the Beach
AEW Bash at the Beach fue un especial de televisión que se retransmitió en vivo el 15 de enero de 2020 por el canal televisivo estadounidense TNT como un episodio de Dynamite y producido por All Elite Wrestling desde el Watsco Center en Miami, Florida.
La serie continuó en Chris Jericho's Rock 'N' Wrestling Rager at Sea: Part Deux de Chris Jericho, que se emitió en el episodio del 22 de enero de Dynamite.

## Producción
De 1994 a 2000, World Championship Wrestling (WCW) celebró una serie de eventos llamados Bash at the Beach. La World Wrestling Federation (WWF, ahora WWE) compró WCW en 2001 y adquirió su propiedad intelectual, incluida la marca registrada de Bash at the Beach. En 2004 y 2005, WWE permitió que esta marca caducara. Cody Rhodes registró varios términos, incluido «Bash at the Beach» el 18 de marzo de 2019. El 18 de noviembre de 2019, All Elite Wrestling (AEW) anunció que el episodio del 15 de enero de 2020 de Dynamite se titularía Dynamite: Bash at the Beach.

## Resultados
- The Elite (Kenny Omega & "Hangman" Adam Page) derrotaron a The Young Bucks (Matt Jackson & Nick Jackson), Proud n' Powerful (Santana & Ortiz) y Best Friends (Chuck Taylor & Trent?) (con Orange Cassidy) y ganaron una oportunidad por el Campeonato Mundial en Parejas de AEW.
  - Page cubrió a Taylor después de un «The Last Call».
  - Durante la lucha, Cassidy interfirió a favor de Best Friends.
- Kris Statlander & Hikaru Shida derrotaron a Nightmare Collective (Brandi Rhodes & Mel) (con Dr. Luther).
  - Statlander cubrió a Mel después de un «Big Bang Theory».
  - Originalmente, Awesome Kong haría equipo con Mel, pero fue reemplazada por Rhodes debido a su enfermedad.
- Jon Moxley derrotó a Sammy Guevara.
  - Moxley forzó a Guevara a rendirse con un «Sleeper Hold».
  - Después de la lucha, The Inner Circle atacó a Moxley.
- MJF, The Butcher & The Blade (con The Bunny & Wardlow) derrotaron a Diamond Dallas Page, Dustin Rhodes & QT Marshall.
  - MJF cubrió a Marshall con un «Roll-Up».
  - Durante la lucha, The Bunny y Wardlow interfirieron a favor de MJF, The Butcher y The Blade.
- PAC derrotó a Darby Allin.
  - PAC cubrió a Allin después de un «Black Arrow».
  - Después de la lucha, Jon Moxley confrontó a PAC.